# Unibel
Unibel — французская холдинговая компания, возглавляющая группу Bel, выпускающую сыры, а также фруктовые пюре и продукцию из заменителей молока. Основным брендом является La vache qui rit («Весёлая бурёнка»). Штаб-квартира расположена в коммуне Сюрен близ Парижа.

## История
Компанию основал в 1865 году Жюль Бель в департаменте Юра на востоке Франции. Первоначально компания занималась выдержкой и хранением сыров. В конце 1910-х годов сын Жюля, Леон Бель, разработал технологию производства плавленного сыра. В 1921 году он для этого продукта зарегистрировал торговую марку La Vache Qui Rit («Корова, которая смеётся»), а в следующем году создал компанию Fromageries Bel. Для продвижения продукта Леон Бель применял различные формы рекламы, включая организацию 6-дневной велогонки. Дизайн упаковки сыра разработал художник Бенжамен Рабье.
В начале 1930-х годов начался экспорт сыра в Великобританию; для продажи продукции в других странах компания использовала перевод своего основного бренда на местный язык. В 1933 году в Бельгии был открыт первый зарубежный завод. В 1937 году генеральным директором компании стал зять Леона Беля, Робер Фьеве; в 1957 году он единолично возглавил Fromageries Bel. Под его руководством были запущены новые бренды: Bonbel в 1938 году (твёрдый сыр), Babybel в 1952 году, Apéricube в конце 1950-х годов, Kiri в 1966 году и Port Salut в 1976 году. В 1950-х годах штаб-квартира была перенесена в Париж, акции компании были размещены на Парижской фондовой бирже. В 1959 году была создана Belco, дочерняя компания в Германии, а в середине 1960-х годов появился филиал в Испании.
В 1960-х годах Fromageries Bel начала расти за счёт поглощений: в 1960 году была куплена компания Graf, в 1962 году — Rentz, в 1968 году — Fromageries Picon и Société Laitière Vendômoise. В 1970 году был поглощён производитель сыра из Кентукки, компания Albany Cheese. Также в этом году был куплен производитель рокфора Agricole de Roquefort et Maria Grimal. Следующим приобретением стала британская компания Crowson and Son в 1973 году. В 1974 году были открыты заводы в Швейцарии и Марокко. В 1976 году была поглощена компания Société Anonyme des Fermiers Reúnis с филиалами в Германии, Италии, Англии и Швеции. В 1983 году была создана дочерняя компания в Нидерландах. В 1985 году у Nestlé было куплено несколько американских сырных брендов, включая Price’s и Wispride. Затем были куплены компании Adler в Германии и Fromagerie de Maredsous в Бельгии.
К началу 1990-х годов оборот компании достиг 7 млрд франков, из них треть приходилась на зарубежные операции. К сентябрю 1994 года другой французский производитель сыров, компания Besnier (позже ставшая Lactalis) приобрела 20 % акций Fromageries Bel, но совершить поглощение не смогла, поскольку контрольный пакет акций принадлежал семейной холдинговой компании. В 1995 году Fromageries Bel возглавил Бертран Дюфор, зять Робера Фьеве. Наиболее крупными приобретениями 1990-х годов были компании Cademartori (Италия,1994 год), Quesarias Ibéricas (Испания, 1994 год), Lacto Ibérica (Португалия, 1996 год), Kaukauna Cheese (США, 1996 год).
В 2007 году у Unilever была куплена компания Boursin; также в этом году был куплен Шосткинский молочный комбинат (Украина). В 2016 году был поглощён производитель фруктовых пюре MOM Group; в 2023 году он был переименован в Materne by Bel (бренды Materne Pom’Potes, GoGo squeeZ и Mont Blanc). В 2019 году Fromageries Bel была переименована в Groupe Bel. В 2020 году была приобретена компания All In Foods, выпускавшая продукцию из растительных заменителей молока под брендом Nature & Moi; в 2021 году для этих товаров была создана новая торговая марка — Nurishh. В 2021 году дочерние компании в Италии, Нидерландах (Leerdammer), Германии и Украине были переданы Lactalis в обмен на принадлежавшей ей пакет акций Groupe Bel. В 2022 году был куплен контрольный пакет акций китайской компании Shandong Junjun Cheese, а также 49 % акций индийской Britannia Dairy Private Limited.

## Собственники и руководство
Groupe Bel полностью принадлежит холдинговой компании Unibel. Основными акционерами Unibel (80 %) являются потомки основателя (члены семей Совен, Фьеве и Дюфор). Казначейские акции составляют 9,8 %, остальные 10,2 % обращаются на бирже Euronext Paris.
- Флориан Совен (Florian Sauvin, род. в 1979 году) — председатель наблюдательного совета Unibel SA с мая 2020 года.
- Брюно Шох (Bruno Schoch) — председатель правления Unibel SA с 2018 года.
- Антуан Фьеве (Antoine Fiévet, род. в 1964 году) — председатель совета директоров Groupe Bel с мая 2009 года, до 2022 года также был генеральным директором; пра-правнук основателя[10]. Также входит в советы директоров Bonduelle и FBN France (объединения 180 французских семейных компаний).
- Сесиль Белио (Cécile Beliot, род. в 1974 году) — генеральный директор Groupe Bel с мая 2022 года, в компании с 2018 года, ранее работала в Danone[11].

## Деятельность
Группа производит сыры под международными брендами La vache qui rit (The Laughing Cow, «Весёлая бурёнка»), Kiri, Babybel, Boursin, Nurishh, Pom’Potes и GoGo squeeZ, а также 20 региональными торговыми марками. Предприятия группы имеются во Франции (11), США (5), Португалии (2), Алжире, Вьетнаме, Египте, Индии, Иране, Испании, Канаде, Китае, Марокко, Польше, Словакии, Турции и Чехии.
Выручка группы Bel за 2023 год составила 3,65 млрд евро, её распределение по регионам: Европа — 44 %, Ближний Восток и Африка — 18 %, Америка и Азиатско-Тихоокеанский регион — 39 %. Важнейшими рынками сбыта были США (997 млн евро), Франция (821 млн евро), Канада (188 млн евро) и Марокко (136 млн евро).